# St. Viktor (Oberbreisig)

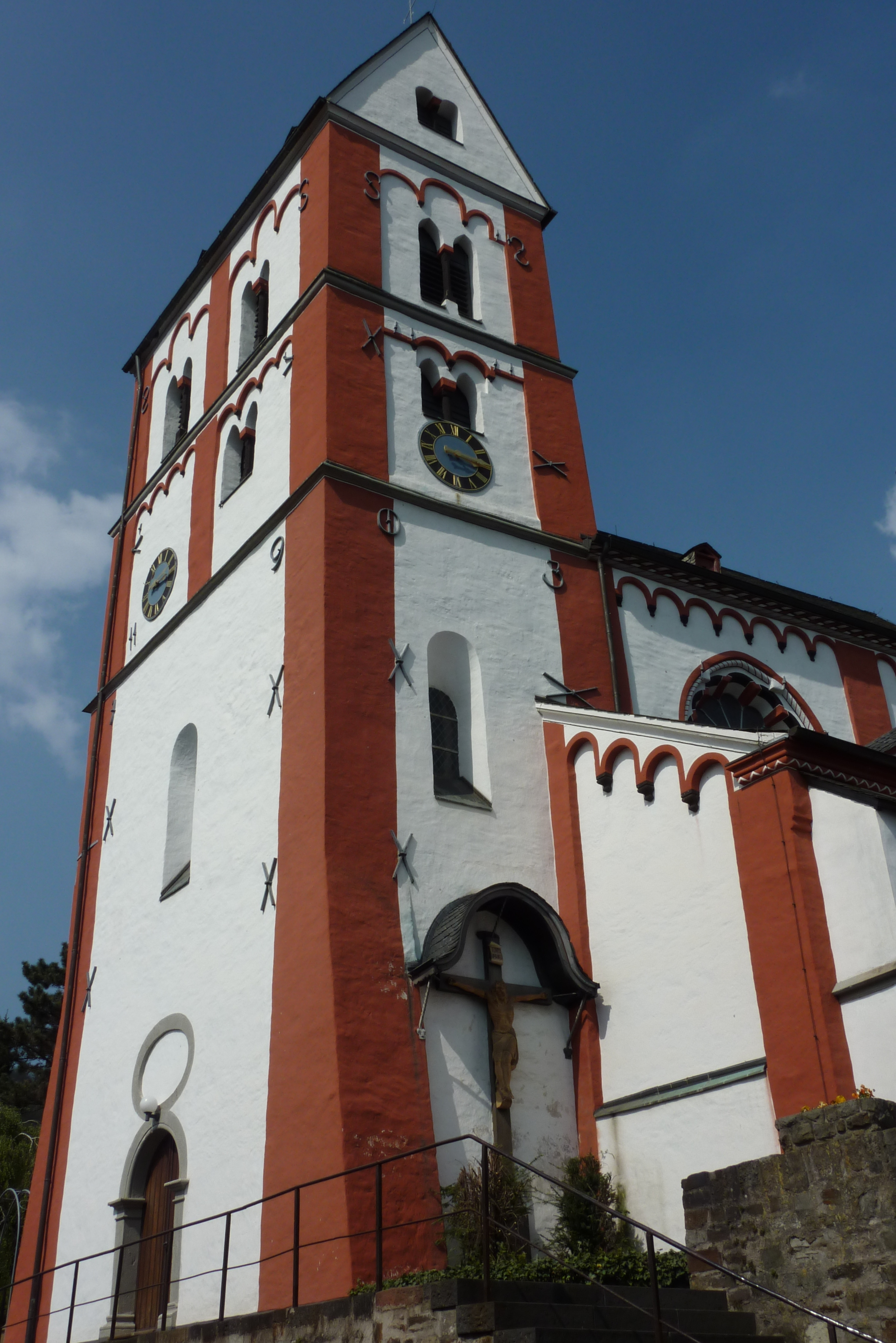
Katholische Pfarrkirche St. Viktor, von Süden

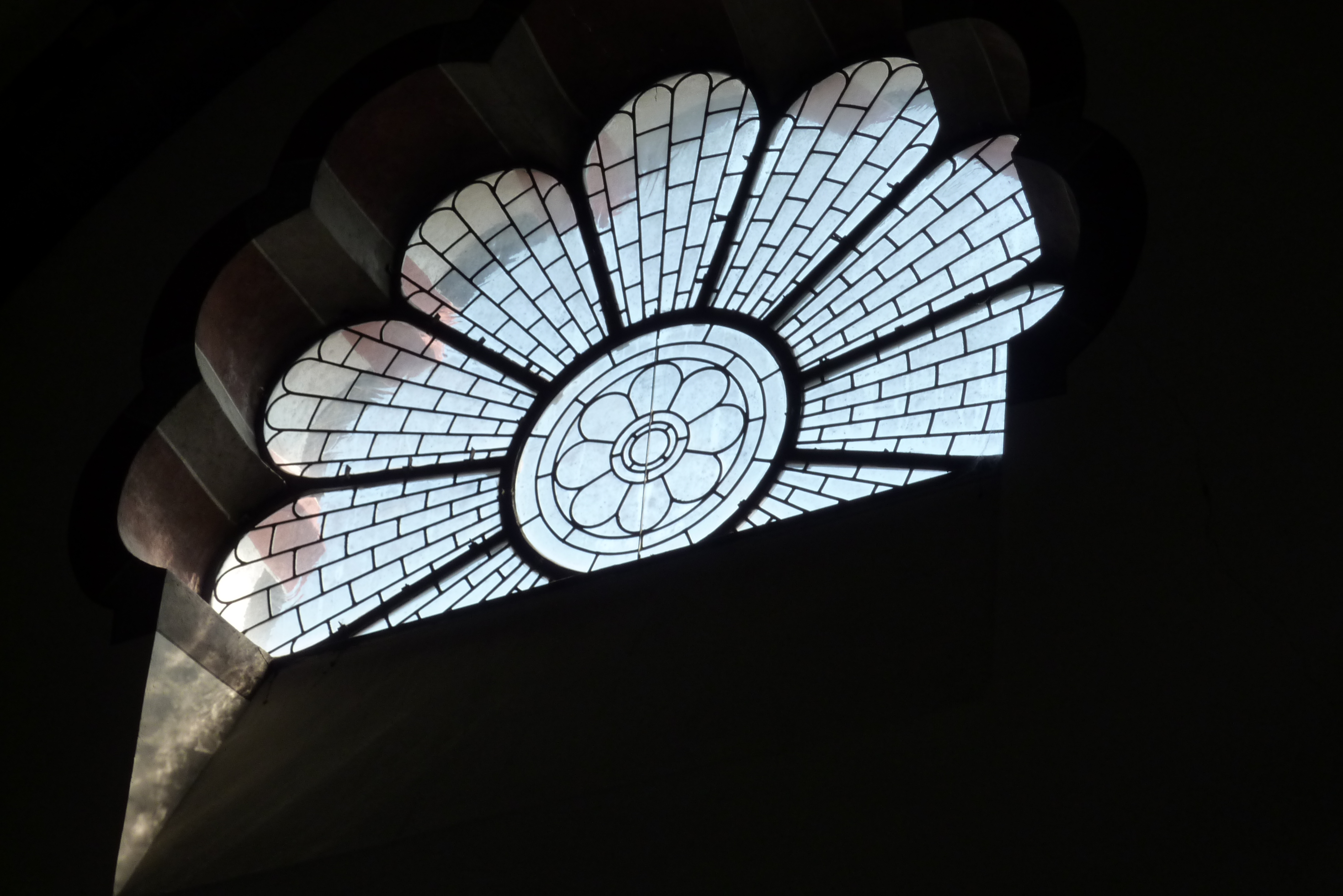
Fächerfenster

Die katholische Pfarrkirche St. Viktor in Oberbreisig, einem Stadtteil von Bad Breisig im Landkreis Ahrweiler in Rheinland-Pfalz, wurde in der Mitte des 13. Jahrhunderts im rheinischen Übergangsstil von der Spätromanik zur frühen Gotik errichtet. Sie ist dem heiligen Viktor von Xanten geweiht, einem Märtyrer der Thebäischen Legion. Die Kirche besitzt Wandmalereien aus dem 13. bis 16. Jahrhundert. Die Kirche gehört zur Pfarreiengemeinschaft Breisiger Land im Bistum Trier.

## Geschichte
Aus dem Jahr 1041 ist die erste schriftliche Erwähnung einer Pfarrkirche in (Ober-)Breisig („ecclesia in brisiaco“) überliefert. Das Patronatsrecht hatte das Stift St. Florin in Koblenz. Das kölnische Liber valoris aus dem 13. Jahrhundert führt die Kirche unter den zum Argau-Dekanat gehörenden Kirchen auf. In einem Vertrag vom 26. Juli 1311 legte der Kölner Erzbischof Heinrich II. von Virneburg fest, dass das Patronatsrecht zu „Brische“ gemeinsam vom Koblenzer Florinsstift und dem Stift Essen auszuüben sei. Nach einer Beschreibung des Erzbistums Köln aus dem Jahr 1668 hatte die Kirche zu „Breysich“ drei Altäre. Zur Pfarrei gehörten auch die inkorporierte Kapelle St. Nikolaus und Sebastian der Filiale Niederbreisig sowie eine Kirche des Johanniterordens. Die Filialgemeinde Niederbreisig hatte in den Jahren 1718 bis 1725 die neue Kirche St. Marien gebaut. 1786 wurde Niederbreisig zur eigenständigen Pfarrei erhoben.
Die heutige Kirche wurde in der Mitte des 13. Jahrhunderts als dreischiffige Pfeilerbasilika errichtet. Im Unterbau des Westturmes sind vermutlich Reste einer Vorgängerkirche verbaut. Während der Reformation, zwischen 1557 und 1587, wurden die zum Teil aus der Bauzeit stammenden Malereien übertüncht. 1849 wurden sie wiederentdeckt und zwischen 1909 und 1914 von dem Kölner Maler Anton Bardenhewer freigelegt. 1990 wurden sie wieder restauriert.

## Architektur

### Außenbau
Der Westturm ist über einem querrechteckigen Grundriss errichtet. Er hat die gleiche Breite wie das Mittelschiff und ist mit einem Satteldach gedeckt. Turm und Langhaus sind mit Blendarkaden und Lisenen verziert. 1963 wurde die ursprüngliche farbliche Gestaltung der Fassade wiederhergestellt.

### Innenraum
Das dreischiffige Langhaus erstreckt sich über zwei Joche und wird durch zwei große Fächerfenster auf beiden Seiten des Obergadens beleuchtet. Das nördliche Seitenschiff ist zweigeschossig und besitzt eine niedrige Empore mit barocker Brüstung, die sich an der Westseite fortsetzt. Zum südlichen Seitenschiff öffnen sich zwei Konchen. Zwischen Hauptschiff und Apsis ist ein achtteiliges Chorjoch eingefügt. Der Chor, der bereits auf die Gotik verweist, ist in eine Sockelzone mit Spitzbogenarkaden gegliedert. Darüber sind fünf große Rundbogenfenster eingeschnitten. Die fünfteilige Halbkuppel ruht auf schlanken Säulen, die mit Blattkapitellen verziert sind.

## Wandmalereien

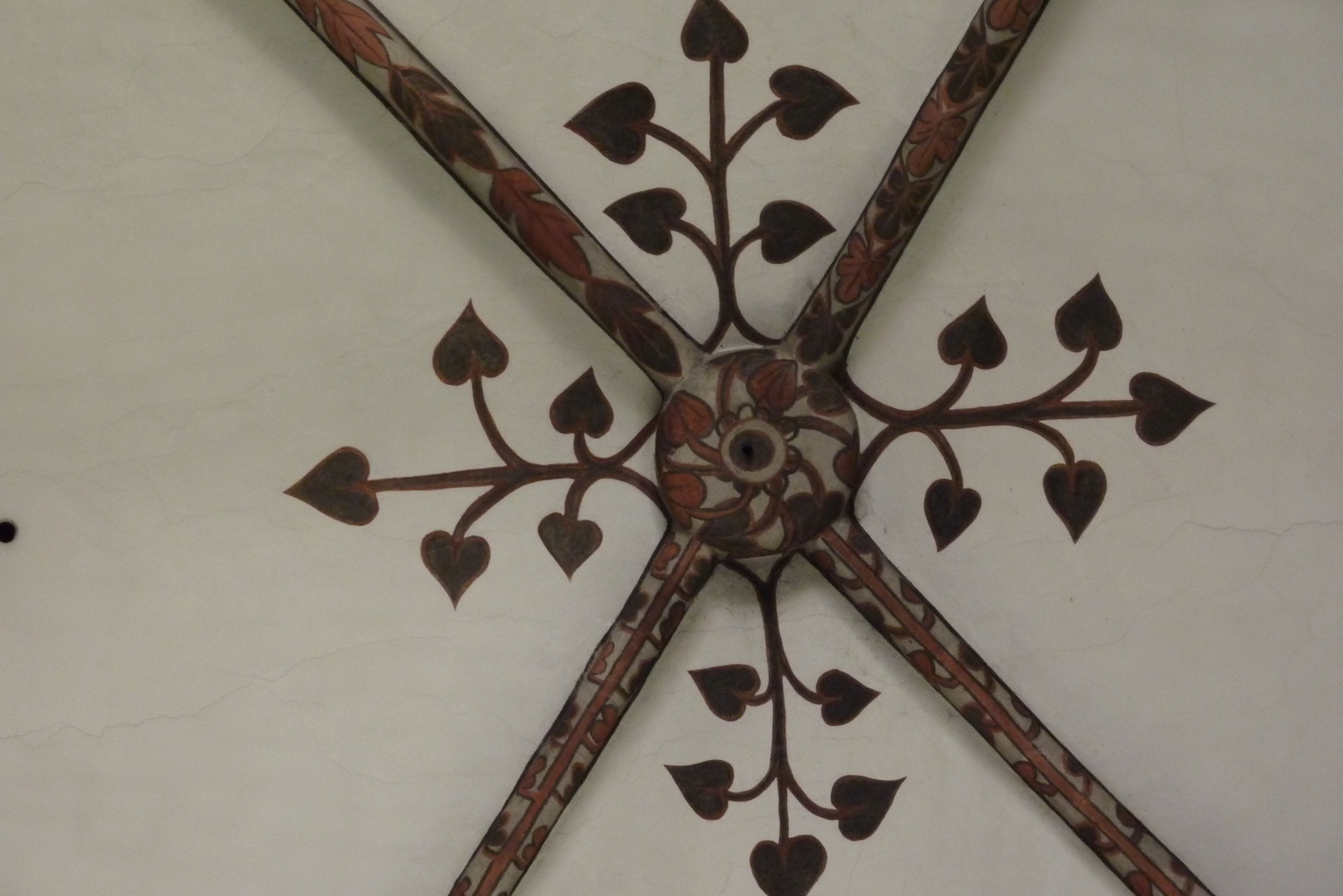
Deckenmalerei im Mittelschiff

Die ältesten Malereien, die dekorative Bemalung der Schlusssteine und der Gewölberippen, gehen bis auf die Zeit um 1280 zurück. Die großen Heiligendarstellungen am Mittelpfeiler des südlichen Seitenschiffes wie die des heiligen Christophorus, des Schutzpatrons der Reisenden, und des heiligen Georg, der einem Drachen eine Lanze ins Maul stößt, stammen aus dem 14. Jahrhundert. Auf den Zwickeln der östlichen Seitenschiffkonche sind die Evangelistensymbole abgebildet, der Adler für Johannes, der Löwe für Markus, ein geflügelter Mensch für Matthäus und der Stier für Lukas. Auf Schriftbändern darunter stehen die Namen der Evangelisten. An der Südwand des Seitenschiffes krönt der Apostel Jakobus Pilger. Eine ähnliche Darstellung findet man auch in St. Cyriakus in Niedermendig, wo sie ebenfalls als Verweis auf den mittelalterlichen, linksrheinischen Jakobsweg nach Santiago de Compostela gedeutet wird.
Das Deckenfresko des Chores stellt Christus als Weltenrichter dar, der auf dem Regenbogen thront und aus dessen Mund ein Schwert und eine Lilie hervorkommen. Das Schwert ist das Symbol für den Zorn Gottes, die Lilie für seine Nachsicht. Neben Christus knien Maria und Johannes der Täufer als Fürbitter. Zu ihren Füßen öffnen sich die Gräber, aus denen die Toten steigen. Über ihnen schweben zwei Engel mit Posaunen. Bei den Darstellungen in den Chornischen handelt es sich vielleicht um die sieben Engel der Offenbarung des Johannes, die später umgedeutet wurden wie die mit Buch und Schlüssel versehene Figur des Apostels Petrus. In einer Nische wird der Erzengel Michael dargestellt, der den Drachen ersticht.
Die beiden Szenen an der nördlichen Chorwand, die erst 1990 wiederentdeckt wurden, geben vermutlich die Legende von den drei Lebenden und den drei Toten wieder. In dieser Geschichte begegnen drei jugendliche Reiter drei Skeletten, die aus ihren Gräbern steigen. Diese erinnern die jungen Edelleute an den Tod und ermahnen sie zu einem gottgefälligen Leben.
Das Wandgemälde Die drei heiligen Jungfrauen im nördlichen Seitenschiff stammt aus dem 16. Jahrhundert, der letzten Ausmalphase. Es stellt die heilige Dorothea dar, die mit dem Blumenkörbchen als ihrem Attribut gekennzeichnet ist, die heilige Katharina und die heilige Barbara. Letztere sind mit der heiligen Margaretha die einzigen weiblichen Heiligen der Vierzehn Nothelfer. Die Verehrung der drei Jungfrauen wird als christliche Überlagerung des keltisch-römisch-germanischen Matronenkultes interpretiert.

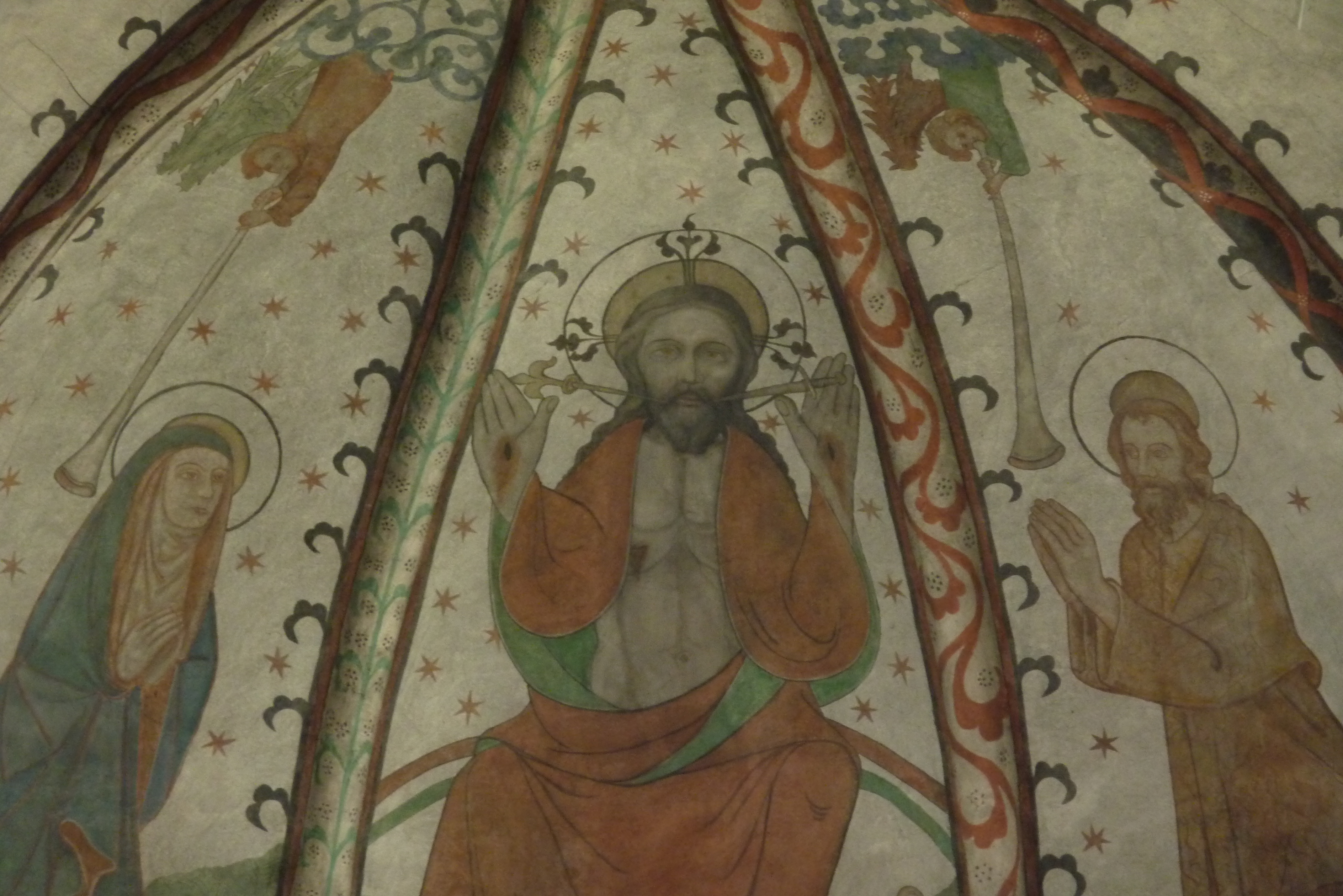
Deckenfresko im Chor, Christus als Weltenrichter
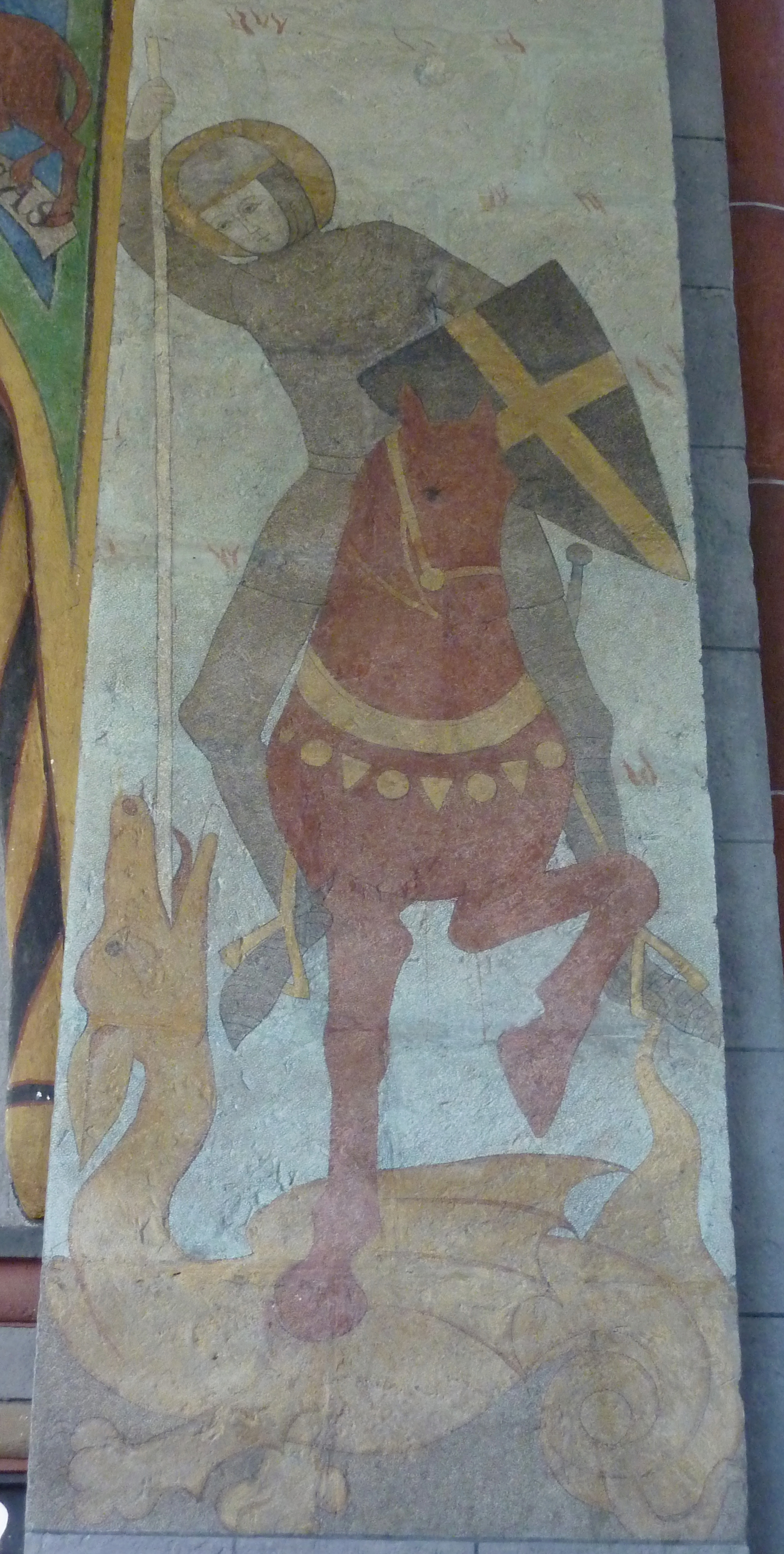
Heiliger Georg
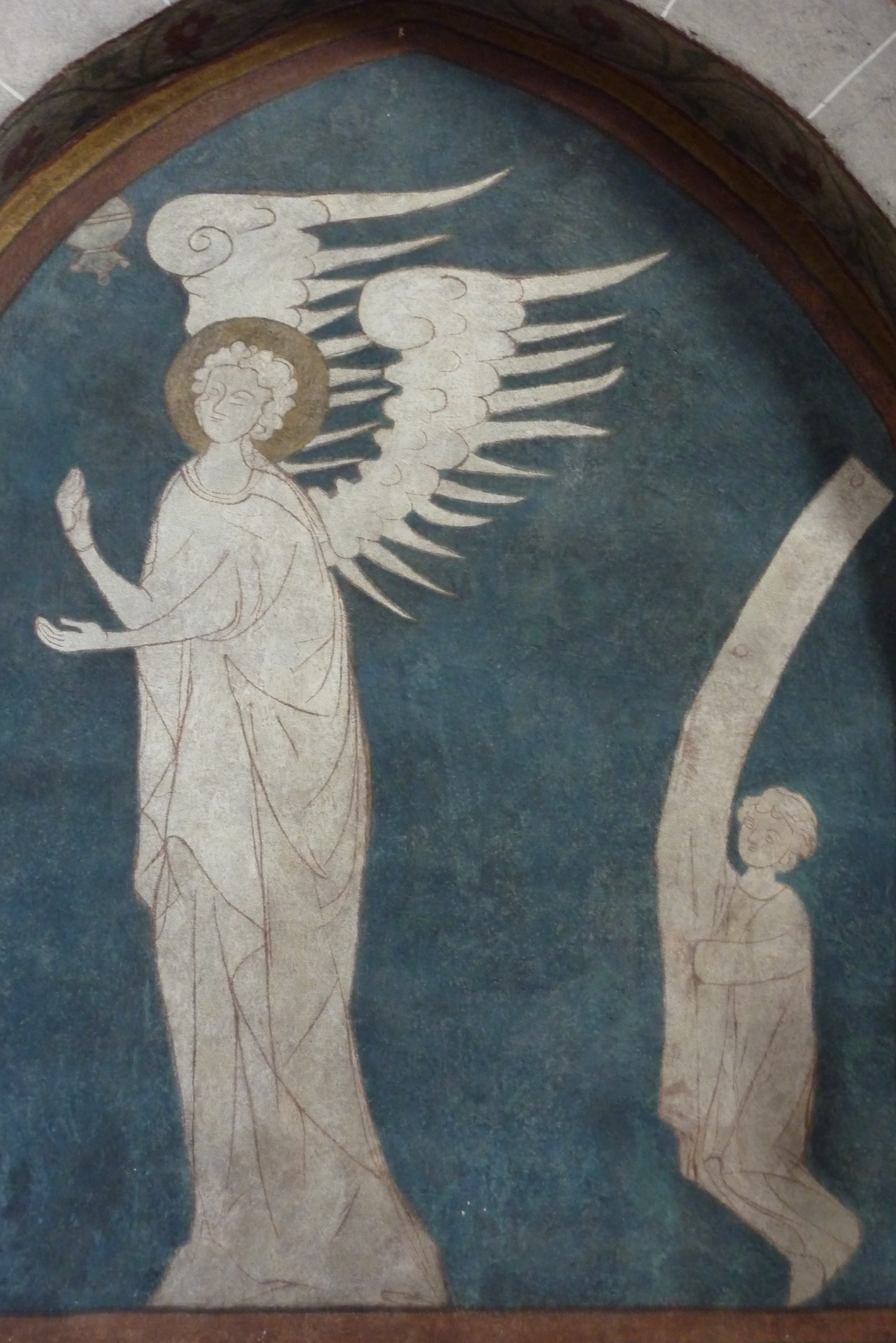
Engel
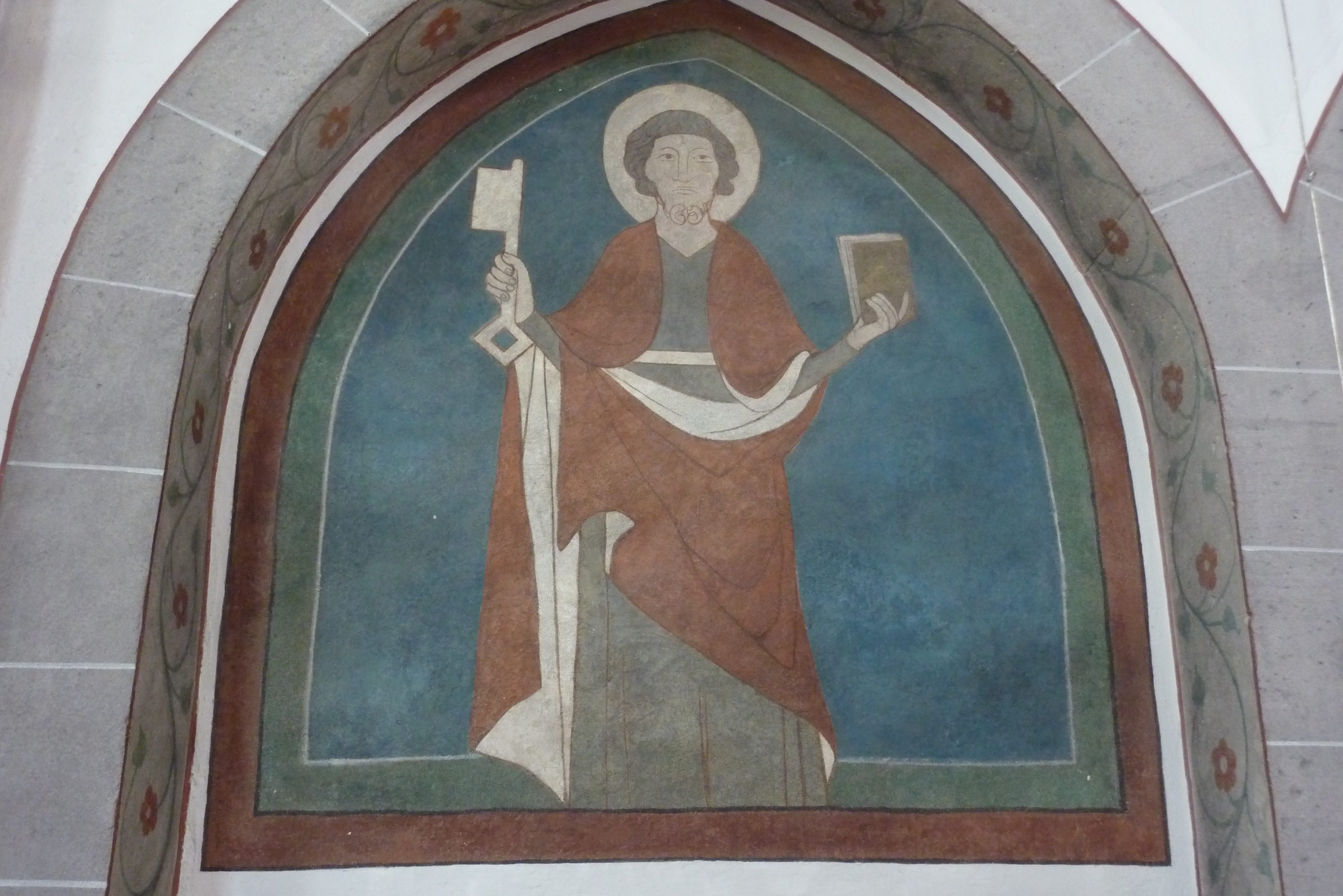
Apostel Petrus
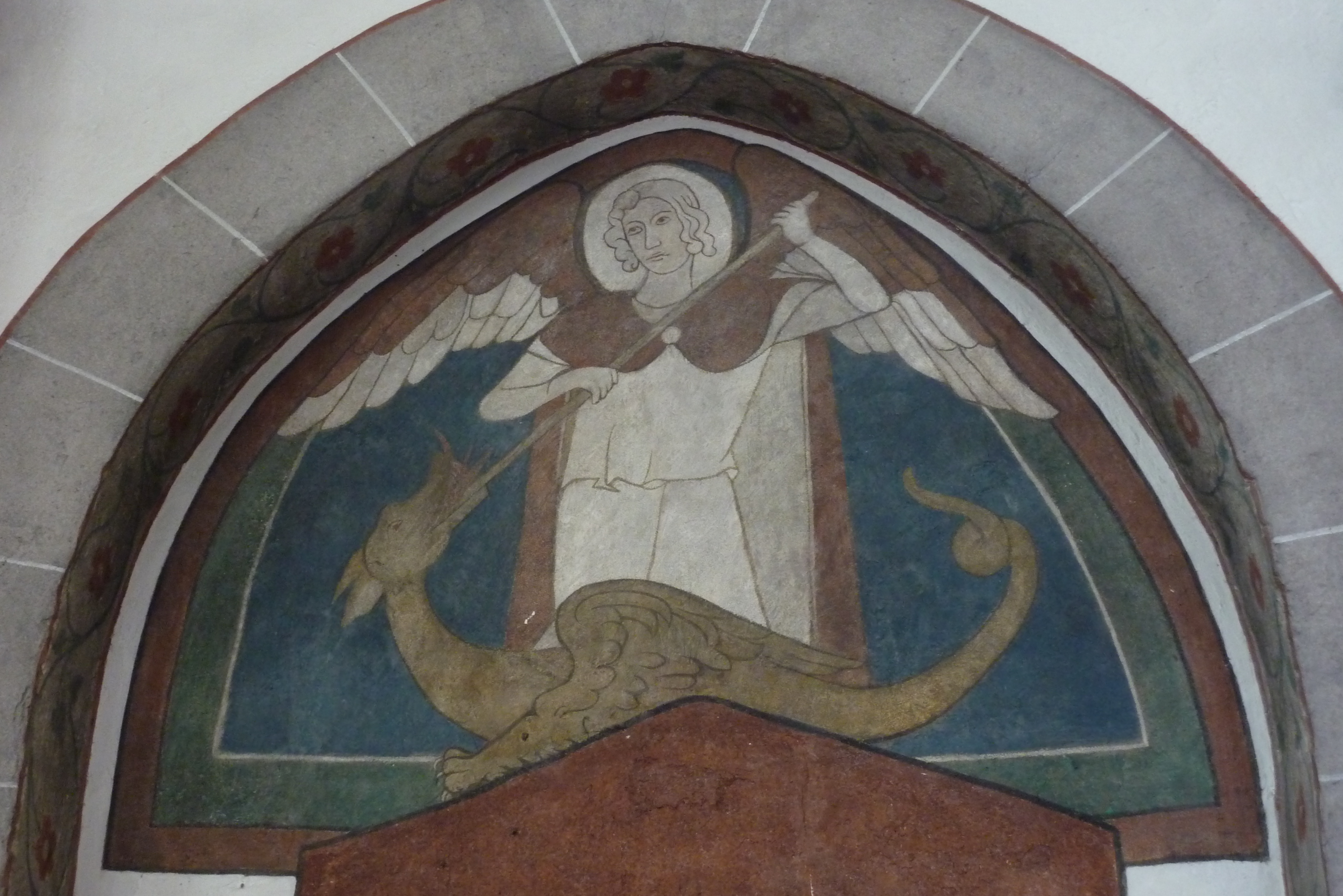
Erzengel Michael

## Ausstattung

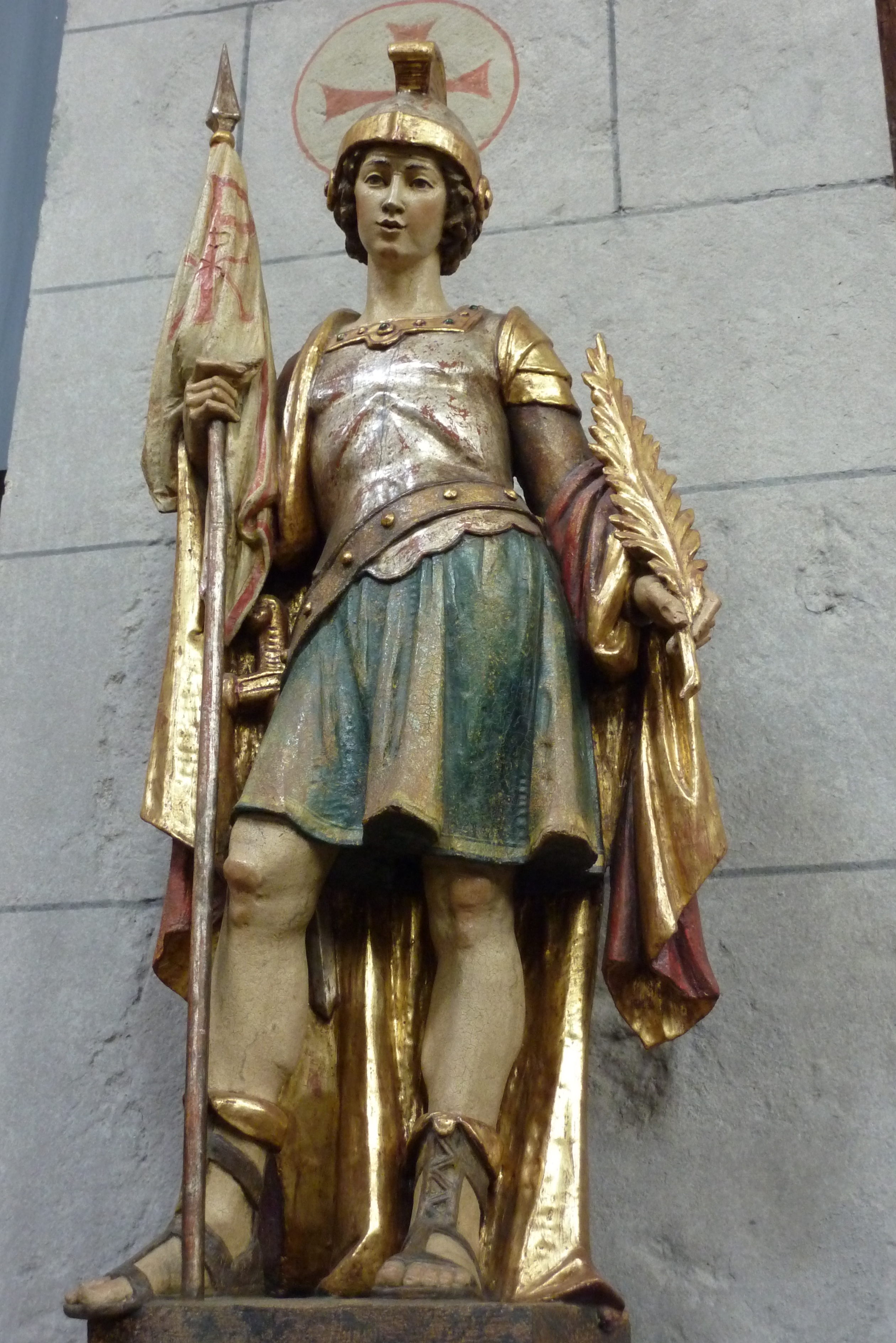
Viktor von Xanten

- In einer Nische des nördlichen Seitenschiffes steht ein auf sechs Säulen gestütztes Taufbecken aus staufischer Zeit, das aus der Vorgängerkirche übernommen wurde.
- Die älteste Glocke, die Marienglocke, stammt von 1488.
- Die Skulptur des heiligen Viktor, des Schutzpatrons der Kirche, an der Nordseite des Chorbogens wurde 1995 in der Werkstatt Albert Comploj in Südtirol angefertigt.

## Orgel
Die heutige Orgel wurde 1966 von der Orgelbaufirma Klais aus Bonn eingebaut.